# Potamotrygoninae
Potamotrygoninae es una subfamilia de peces perteneciente a la familia de los potamotrigónidos, en el orden Myliobatiformes. Los 4 géneros que la integran presentan especies que habitan exclusivamente en agua dulce, en ríos de regiones cálidas de gran parte de Sudamérica y son denominadas comúnmente rayas de río o chuchos de río.

## Taxonomía

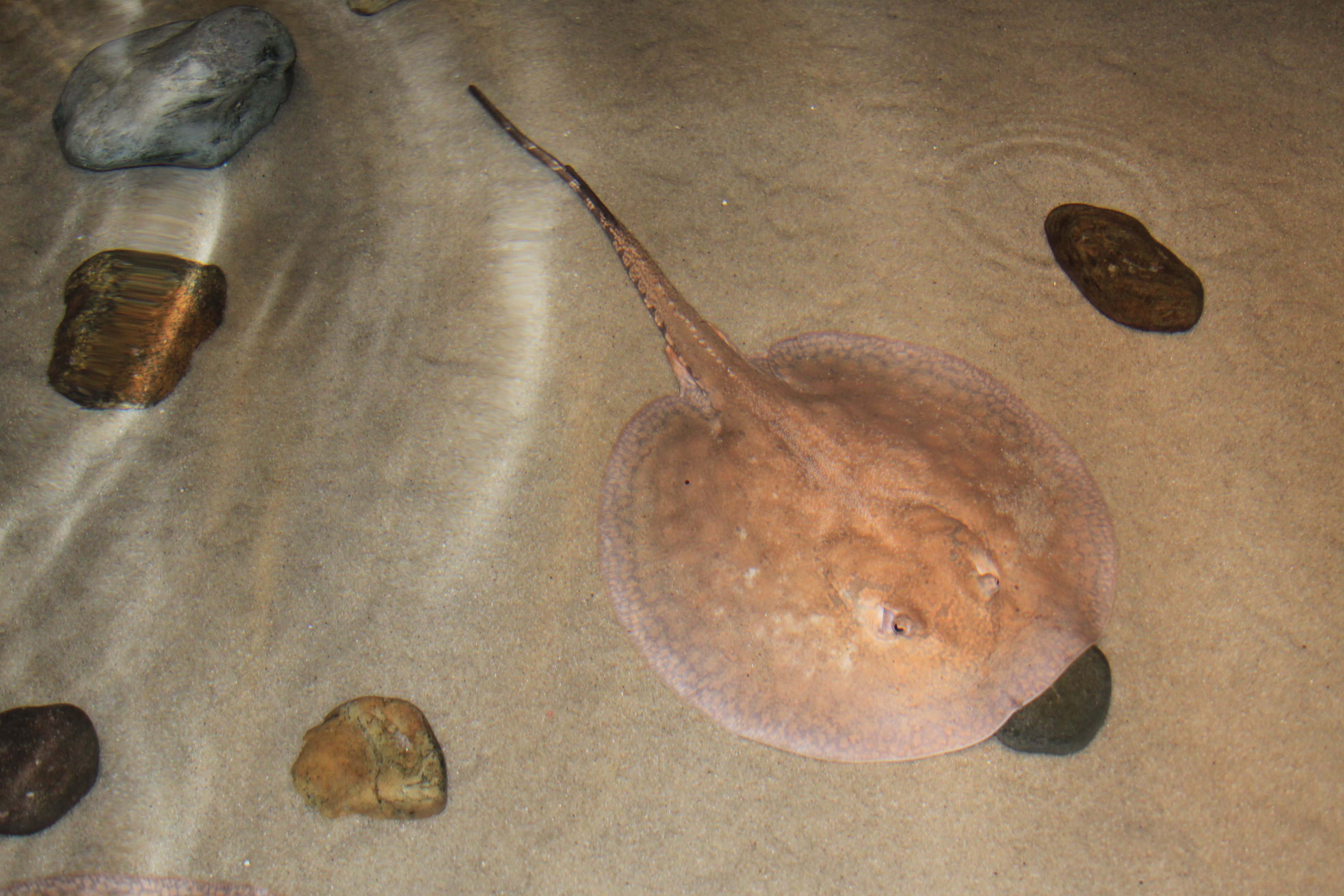
Potamotrygon hystrix.

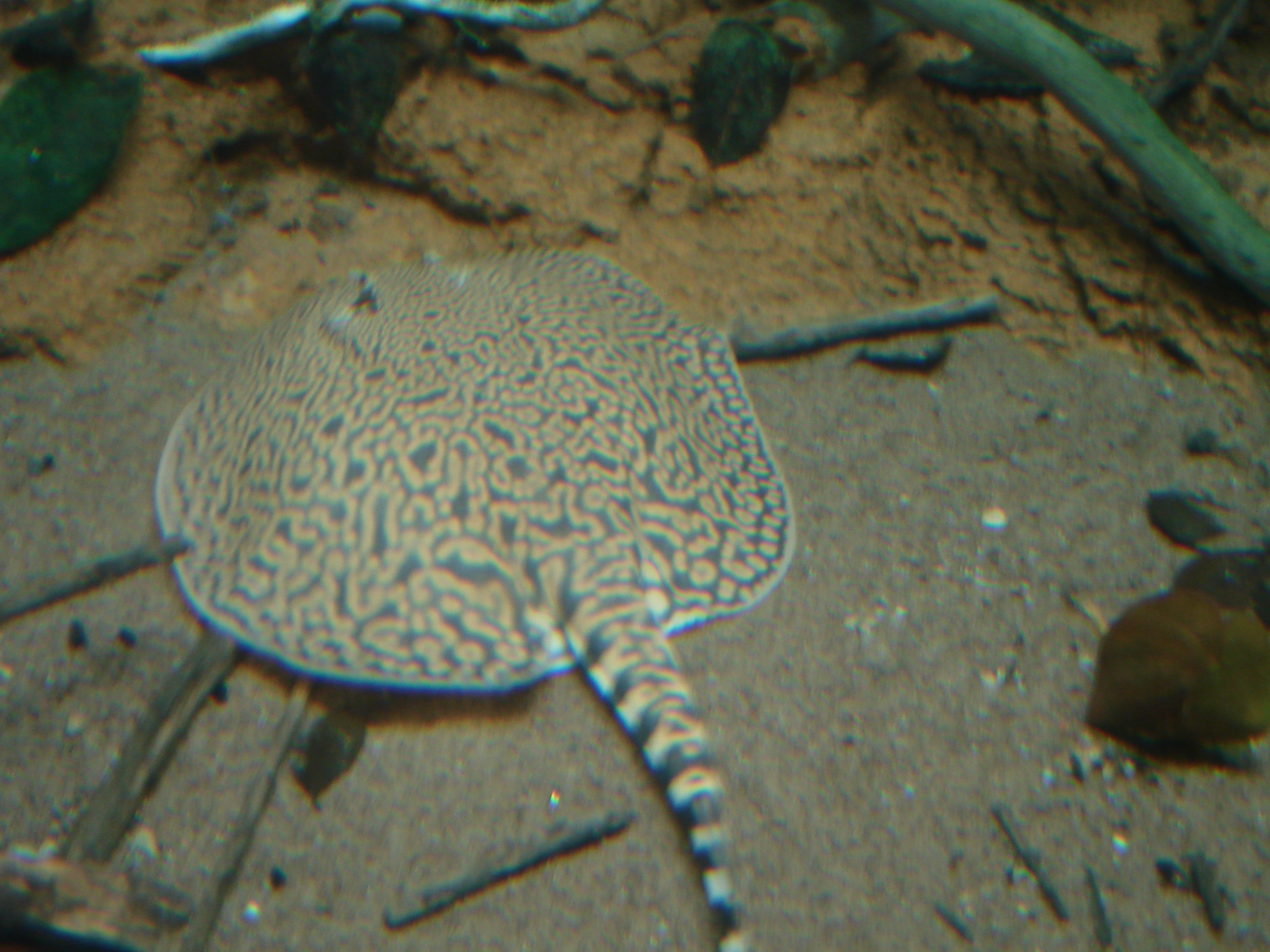
Potamotrygon tigrina.

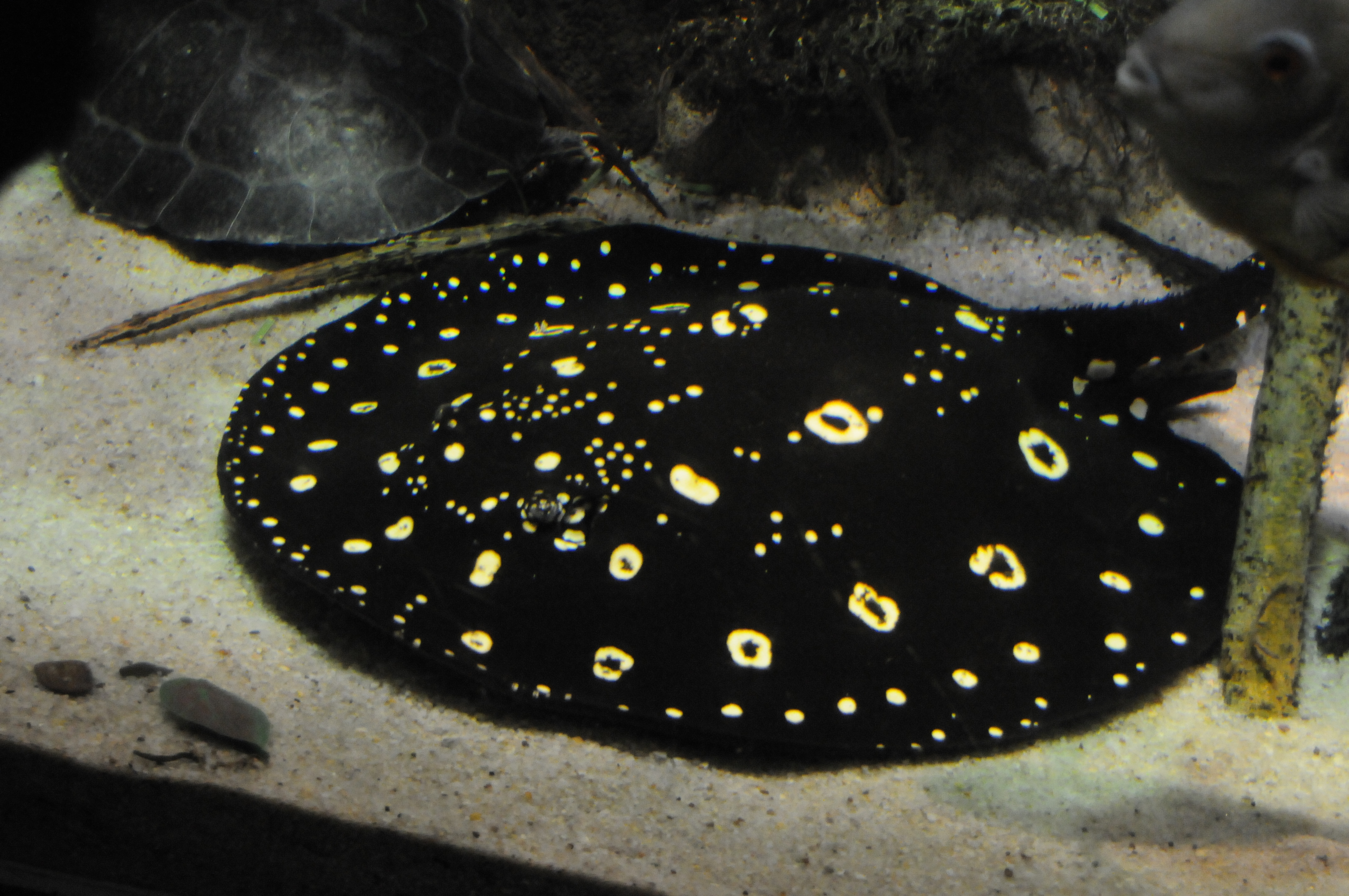
Potamotrygon henlei.

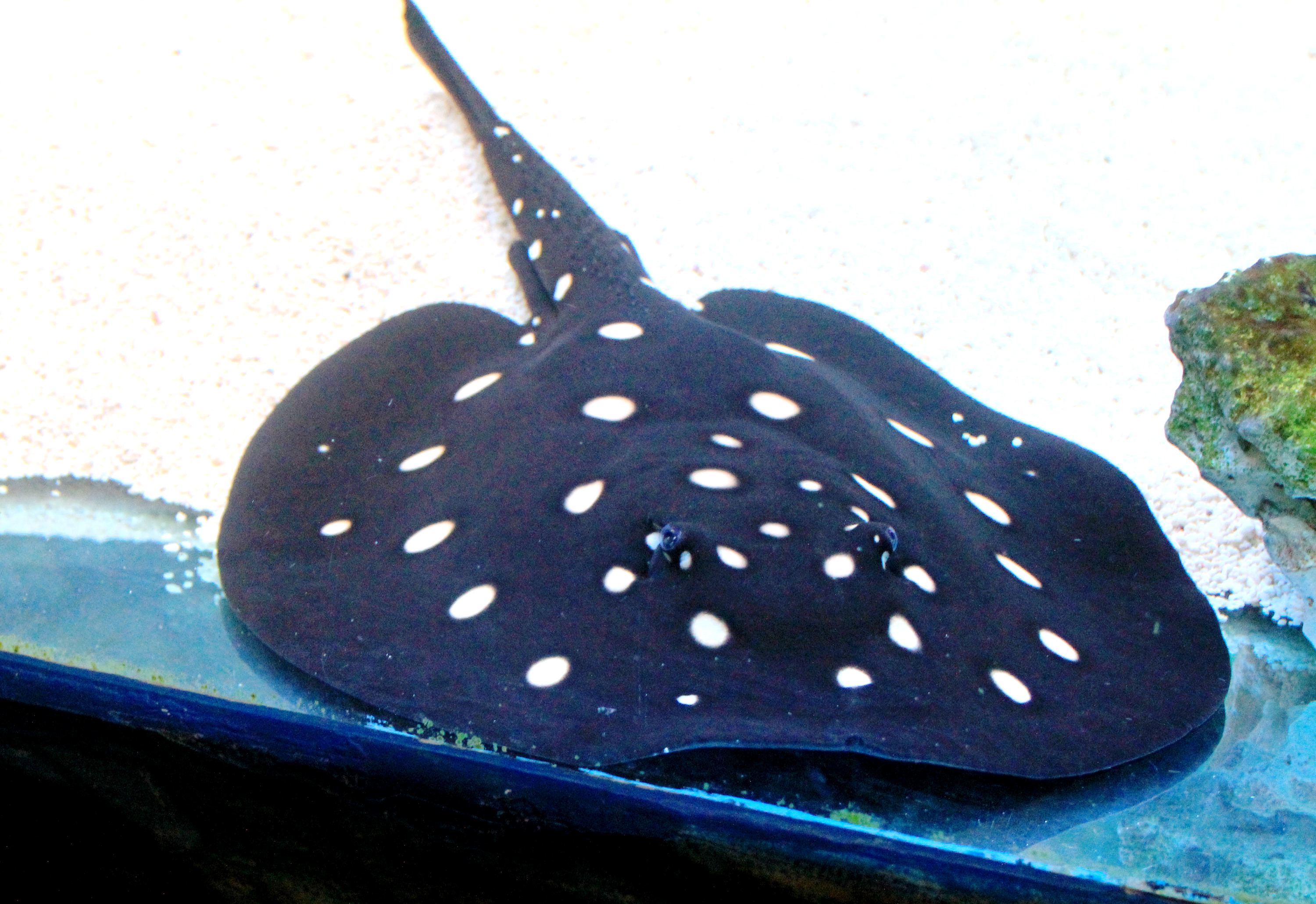
Potamotrygon leopoldi.

Descripción original
Esta subfamilia fue descrita originalmente en el año 1877 por el zoólogo estadounidense Samuel Walton Garman, al describir también su género tipo: Potamotrygon.
Etimología
Etimológicamente, el término “Potamotrygoninae” se construye con palabras en el idioma griego, en donde: potamos significa ‘río’ y trygon es el nombre general de los peces conocidos como ‘rayas’.
Historia taxonómica

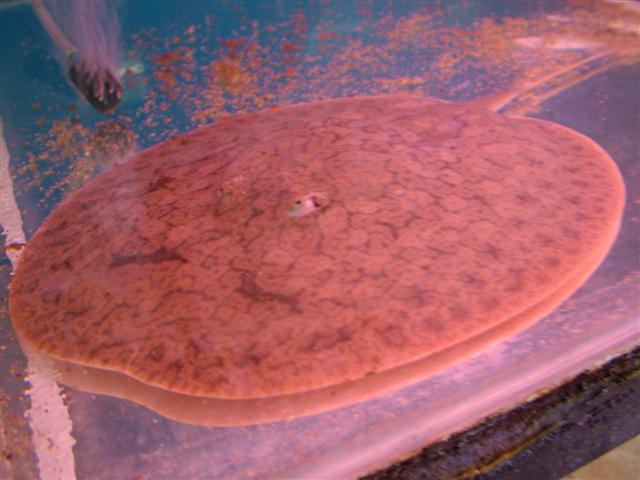
Paratrygon ajereba.

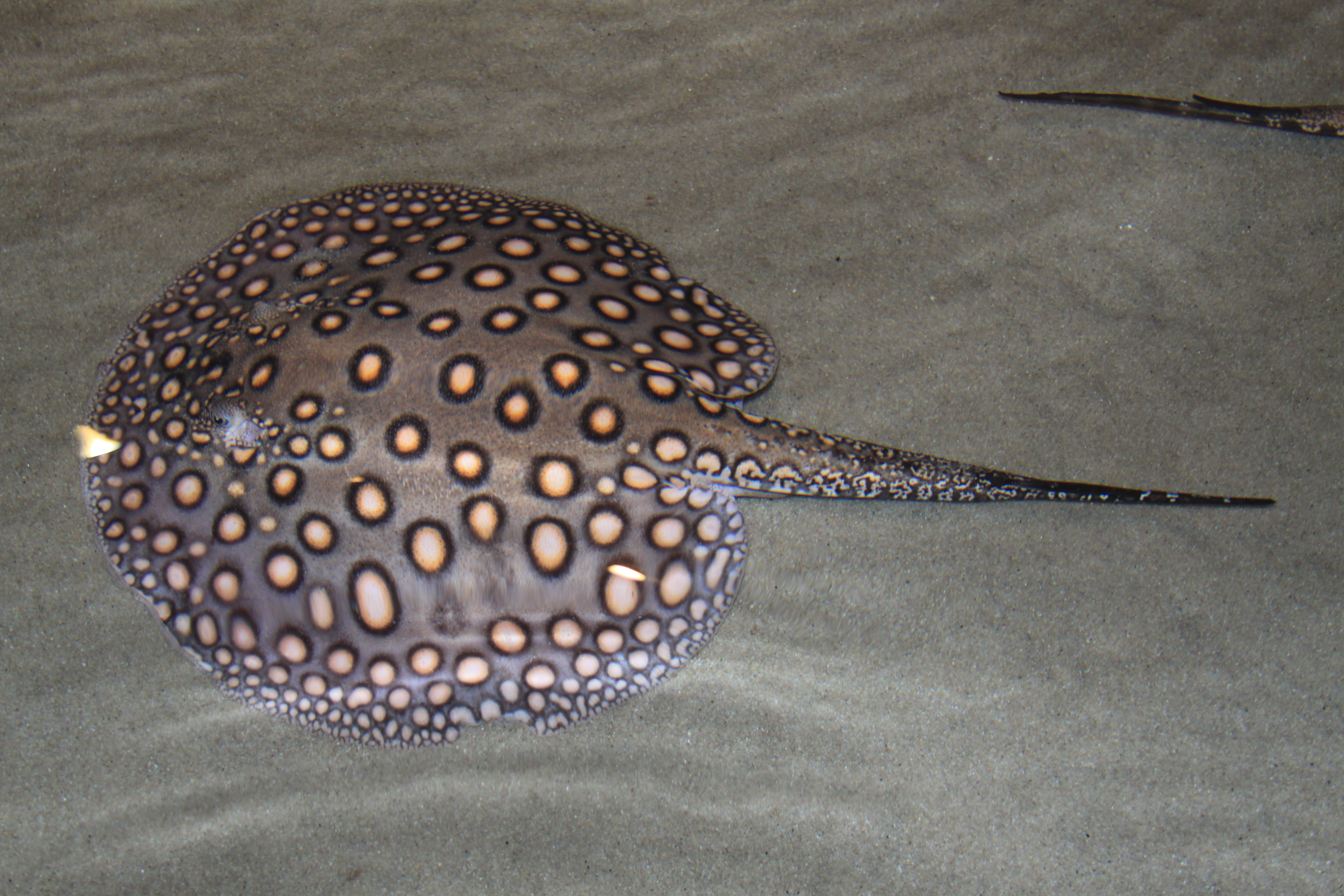
Potamotrygon motoro.

Hasta el año 2016, la familia de los potamotrigónidos contaba con una única subfamilia (Potamotrygoninae), sin embargo, en ese año, un estudio efectuado por los ictiólogos Marcelo D. Carvalho, Thiago S. Loboda y João Paulo C. B. da Silva en el cual se colectó evidencia molecular y morfológica, permitió escindir 2 especies que estaban incluidas en el género Himantura (de la familia Dasyatidae), creándoles un nuevo género para contenerlas (Styracura), el cual se incluyó en su propia subfamilia (Styracurinae) como parte de la familia Potamotrygonidae, quedando todos los géneros que hasta ese momento se incluían en esa familia, limitados a la subfamilia Potamotrygoninae.

## Subdivisión
Esta subfamilia está integrada por 4 géneros:
- Heliotrygon Carvalho & Lovejoy, 2011
- Paratrygon Duméril, 1865
- Plesiotrygon  Rosa; Castello & Thorson, 1987[5]
- Potamotrygon Garman, 1877

## Costumbres
A diferencia de los integrantes de la subfamilia Styracurinae, todos los componentes de la subfamilia Potamotrygoninae viven exclusivamente en agua dulce, en biotopos de Sudamérica. 
Estas rayas tienen fecundación interna; son vivíparas (las hembras dan a luz crías vivas). Normalmente viven en el lecho del río, incluso pueden semienterrarse en el fondo lodoso o arenoso. Son de hábitos predadores, alimentándose de peces, cangrejos, moluscos, etc.

## Distribución geográfica y hábitats
Las especies de los géneros de esta subfamilia se distribuyen en el norte, centro y este de América del Sur, viviendo en ríos tropicales y subtropicales que drenan hacia el mar Caribe y hacia el océano Atlántico, llegando en su geonemia más austral hasta la costa argentina del Río de la Plata. La mayor diversidad de especies de esta subfamilia se encuentra en la cuenca amazónica. De los cuatro géneros, Heliotrygon,
Paratrygon y Plesiotrygon viven solamente en las cuencas Orinoco-amazónicas, mientras que Potamotrygon, además de habitar en dicha área, también presenta algunas especies en la cuenca del Plata.

## Características
Se trata de rayas medianas a grandes, siendo las menores de solo un poco más de 2 decímetros de diámetro de disco (en el caso de Potamotrygon schuhmacheri), mientras que la mayor es Potamotrygon brachyura, de la que algunos de sus ejemplares pueden llegar a medir 2 metros de diámetro de disco y pesar más de 200 kg. 
Estas rayas poseen un cuerpo en forma de disco casi circular, con los ojos ubicados en posición dorsal y la boca en la región ventral, la cual es poco o nada pigmentada. La parte superior está cubierta de dentículos (escamas dentadas) siendo su coloración muy variable, incluso entre ejemplares de la misma especie, lo que ha provocado una copiosa sinonimia, a la vez que mantiene un cierto desconocimiento de la total diversidad del clado, describiéndose numerosas nuevas especies en las dos primeras décadas del siglo XXI.
La cola es de longitud variable según los géneros y las especies, aunque en todos los casos esta porta un dardo venenoso que le ha causado una mala reputación entre pescadores y bañistas que frecuentan sus hábitats, dado que el inadvertido encuentro con este pez suele concluir con un “chuzazo” en el pie de quien la ha pisado, accidente que causa una herida de consideración.

## Utilidad comercial
Todas las especies son capturadas por pescadores deportivos, así como también por pescadores comerciales y de subsistencia, quienes aprovechan su carne en la alimentación humana.
Los ejemplares de muy corta edad son destinados al comercio de peces de acuario, el cual también se provee de ejemplares criados en cautiverio, especialmente en el sudeste Asiático.